# Dilano van't Hoff
Dilano van't Hoff (Dordrecht, 26 de julio de 2004-Francorchamps, Lieja, 1 de julio de 2023) fue un piloto de automovilismo neerlandés. Fue campeón del Campeonato de España de F4 y subcampeón del Campeonato de EAU de F4 en 2021. Falleció trágicamente en un accidente en Spa-Francorchamps tras ser impactado por otro piloto en una carrera del Campeonato de Fórmula Regional Europea en 2023. Competía en su tercer año consecutivo con el equipo MP Motorsport.

## Carrera deportiva

### Inicios
Van't Hoff comenzó su carrera en el karting a la edad de once años, compitiendo en SKUSA SuperNationals.
El neerlandés terminó tercero tanto en la IAME Euro Series como en la final internacional de la IAME en 2018, el mismo año en que terminó sexto en su primera temporada del Campeonato de Europa. Terminó el año siguiente quinto en la misma serie, esta vez en la clase OK, y ganó el Trofeo delle Industrie con Forza Racing.

### Fórmula Regional
En septiembre de 2021, van't Hoff hizo su debut en el Campeonato de Fórmula Regional Europea, compitiendo para MP Motorsport en el Circuito Ricardo Tormo como piloto invitado. Para 2022, van't Hoff fue contratado por MP para competir en la temporada completa. Logró su primer podio en Barcelona.
Van't Hoff se mantuvo en el equipo en la temporada 2023. Durante la segunda carrera de Spa Francorchamps, van't Hoff estuvo involucrado en un accidente múltiple con otros competidores en la penúltima vuelta, cuando las condiciones de agarre y visibilidad eran malos por la lluvia. Tras sufrir un impacto con un rival, su coche se quedó cruzado en mitad de la pista; acto seguido, Adam Fitzgerald colisionaría con el piloto neerlandés. Luego del golpe lateral a gran velocidad, y desplegar bandera roja en pista, el piloto fue atendido por los servicios sanitarios del circuito, quienes lo encontraron inconsciente. Horas más tarde, tras ser trasladado al hospital, se anunció su fallecimiento.
El accidente tuvo características similares al sufrido por Anthoine Hubert cuatro años antes en el mismo sector de la pista, que también le costó la vida.

## Resumen de carrera
| Temporada | Categoría                                     | Equipo              | Carreras | Victorias | Poles | VR | Podios | Puntos | Pos. |
| --------- | --------------------------------------------- | ------------------- | -------- | --------- | ----- | -- | ------ | ------ | ---- |
| 2021      | Campeonato de EAU de Fórmula 4                | Xcel Motorsport     | 20       | 5         | 13    | 10 | 12     | 318    | 2.º  |
| 2021      | Campeonato de España de F4                    | MP Motorsport       | 21       | 10        | 13    | 6  | 16     | 361    | 1.º  |
| 2021      | Campeonato de Fórmula Regional Europea        | MP Motorsport       | 6        | 0         | 0     | 0  | 0      | 0      | NC†  |
| 2021      | Campeonato de EAU de Fórmula 4 - Ronda Trofeo | MP Motorsport       | 1        | 0         | 0     | 0  | 0      | N/A    | DNF  |
| 2022      | Campeonato de Fórmula Regional Asiática       | Pinnacle Motorsport | 12       | 0         | 1     | 0  | 1      | 51     | 13.º |
| 2022      | Campeonato de Fórmula Regional Europea        | MP Motorsport       | 13       | 0         | 0     | 0  | 1      | 17     | 19.º |
| 2023      | Campeonato de Fórmula Regional Europea        | MP Motorsport       | 8        | 0         | 0     | 0  | 0      | 8      | 23.º |
| Fuente:   |                                               |                     |          |           |       |    |        |        |      |

## Resultados

### Campeonato de Fórmula Regional Europea
(Clave) (negrita indica pole position) (cursiva indica vuelta rápida)

| Año   | Equipo        | 1   | 1   | 2   | 2   | 3   | 3   | 4   | 4   | 5   | 5   | 6   | 6   | 7   | 7   | 8   | 8   | 9   | 9   | 10  | 10  | Pos. | Puntos |
| ----- | ------------- | --- | --- | --- | --- | --- | --- | --- | --- | --- | --- | --- | --- | --- | --- | --- | --- | --- | --- | --- | --- | ---- | ------ |
| 2021  | MP Motorsport | IMO | IMO | BAR | BAR | MON | MON | LEC | LEC | ZAN | ZAN | SPA | SPA | SPI | SPI | VAL | VAL | MUG | MUG | MNZ | MNZ | NC†  | 0      |
| 2021  | MP Motorsport |     |     |     |     |     |     |     |     |     |     |     |     |     |     | 20  | Ret | 25  | 21  | 24  | 15  | NC†  | 0      |
| 2022  | MP Motorsport | MNZ | MNZ | IMO | IMO | MON | MON | LEC | LEC | ZAN | ZAN | BUD | BUD | SPA | SPA | SPI | SPI | BAR | BAR | MUG | MUG | 19.º | 17     |
| 2022  | MP Motorsport | Ret | 19  | 21  | 18  | DNQ | 20  |     |     | WD  | WD  |     |     | 27  | 24  | 20  | Ret | 3   | Ret | 20  | 9   | 19.º | 17     |
| 2023* | MP Motorsport | IMO | IMO | BAR | BAR | BUD | BUD | SPA | SPA | MUG | MUG | LEC | LEC | SPI | SPI | MNZ | MNZ | ZAN | ZAN | HOC | HOC | 23.° | 8      |
| 2023* | MP Motorsport | 14  | 7   | Ret | 22  | 23  | 9   | 30† | 19  |     |     |     |     |     |     |     |     |     |     |     |     | 23.° | 8      |